# Secrétaire de production
Le ou la secrétaire de production est le collaborateur du directeur de production et du régisseur général, au même titre que l'Assistant de production.

## Description
Dès que la production du film est lancée, le directeur de production embauche un(e) secrétaire de production. Ses tâches sont multiples : rectifier les scénarios, rédiger les contrats des comédiens et des techniciens, s'occuper des visas de tournage, assurer les relations avec les organismes publics d'aide à la production et surtout rédiger la feuille de service, qui constitue le plan de travail de la journée de tournage du lendemain.